# Bothriophryne tenuicornis
Bothriophryne tenuicornis är en stekelart som först beskrevs av Mercet 1925.  Bothriophryne tenuicornis ingår i släktet Bothriophryne och familjen sköldlussteklar. Inga underarter finns listade.